# Dmitrij Abacyjew
Dmitrij Konstantinowicz Abacyjew ros. Дмитрий Константинович Абаци́ев, Дзамболат Константинович Абадзиев (ur. 21 listopada?/3 grudnia 1857 we wsi Kadgaron, Osetia Północna, zm. 4 czerwca 1936 w Belgradzie) – Osetyniec, rosyjski dowódca wojskowy, generał kawalerii (od 1919, w Siłach Zbrojnych Południa Rosji).
Brał udział w wojnie rosyjsko-tureckiej (1877–1878) i rosyjsko-japońskiej (1904–1905) .
Egzamin oficerski zdał w 1879 w Wilnie. Służył w straży przybocznej cara. W stopniu generała porucznika był dowódcą korpusu kozackiej kawalerii. Od końca 1918 pełnił służbę w Armii Ochotniczej, brał udział w formowaniu oddziałów górskich. Od 13 marca 1919 był w rezerwie, został oddelegowany do sztabu Głównodowodzącego Siłami Zbrojnymi Południa Rosji. Od 7 czerwca 1919 był honorowym przedstawicielem plemion górskich przy dowódcy Wojsk Północnego Kaukazu. Od 13 czerwca 1919 posiadał stopień generała kawalerii.
Po zwycięstwie czerwonych udał się na emigrację do Jugosławii. Został wybrany prezesem Sądu Honorowego dla Generałów.
Był żonaty, żona Jelizawieta Eduardowna z d. Fuks (Fuchs?), ur. w 1872, zm. 16 maja 1964 w Londynie.

## Odznaczenia
Kawaler Order Świętego Jerzego IV klasy, Orderu Świętej Anny I, II, III i IV klasy, Orderu Świętego Włodzimierza III i IV klasy, Orderu Świętego Stanisława I, II i III klasy, francuskiego Orderu Legii Honorowej, irańskiego Orderu Lwa i Słońca I klasy, niemieckiego Orderu Czerwonego Orła, greckiego Orderu Zbawiciela i innych.